# 앨런 알콘

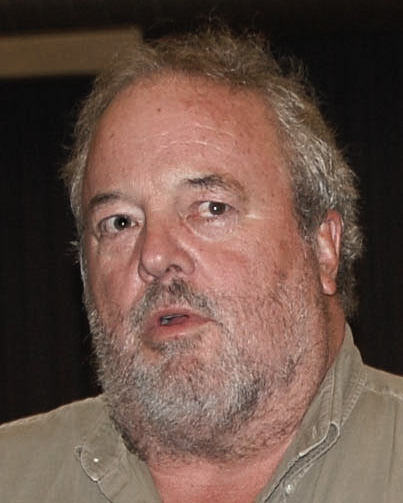
2007년 모습

앨런 알콘(Allan Alcorn, 1948년 1월 1일 ~ )은 최초의 비디오 게임 중 하나인 퐁 (비디오 게임)을 만든 것으로 가장 잘 알려진 미국의 선구적인 엔지니어이자 컴퓨터 과학자이다. 2009년에는 IGN이 선정한 역대 최고의 게임 제작자 100인 중 한 명으로 선정되었다.

## 아타리와 퐁
알콘은 캘리포니아주 샌프란시스코에서 자랐으며 캘리포니아 버클리 대학교에서 수학하여 1971년에 전기 공학 및 컴퓨터 과학 학사 학위를 취득했다.
선구적인 비디오 회사인 암펙스에서 근무하면서 테드 대브니와 아타리, 애플, 시안엔지니어링(Cyan Engineering) 및 피자 타임 시어터(Pizza Time Theatre, 현재의 척 E. 치즈) 회사를 통해 계속해서 활동하게 될 여러 사람들을 만났다.
알콘은 놀런 부슈널과 대브니의 지시에 따라 비디오 아케이드 게임 퐁의 디자이너였다. 퐁은 1970년대에 히트를 쳤다.
아타리 2600과 같은 모든 획기적인 아타리 제품에 직접 참여하는 것 외에도 알콘은 스티브 워즈니악과 스티브 잡스(당시 아타리 직원)가 애플 I 프로토타입을 발표하는 역사적인 회의에 참여했다.
알콘은 1974년 스티브 잡스가 아타리에 지원했을 때 그를 고용한 사람이었다. 잡스는 산호세 머큐리(San Jose Mercury) 신문에서 아타리의 "재미있게 돈을 벌어보세요."라는 구인 광고를 본 적이 있었다. 그는 헝클어진 머리에 샌들을 신고 비디오게임 제조사 로비에 나타나 인사과장에게 일자리가 생길 때까지 떠나지 않겠다고 말했다.
당시 아타리의 수석 엔지니어였던 앨 알콘(Al Alcorn)은 전화를 받아 "로비에 히피 꼬마가 있다. 우리가 그를 고용할 때까지 떠나지 않을 거라고 한다. 경찰을 불러야 할까, 아니면 들여보내야 할까?"라고 말했다. 알콘은 그를 보내라고 말했다. 잡스의 놀라운 모습에도 불구하고 알콘은 그를 고용했다. 알콘은 이렇게 설명했다. "그가 방금 문에 들어섰을 때 18세의 히피 같은 아이가 있었다. 그는 직업을 원했고 나는 '아, 학교는 어디 다녔나?'라고 물었다. '리드, 그거 공과대학이야?' '아니, 문학 학교야'라고 말하면서 그는 중퇴했다. 그러나 그는 기술에 대한 열정으로 시작했고 그에게 불꽃이 일어났다. 18살이니까 값이 싸야 했기 때문에 그를 고용했다!"고 말했다.
아타리 공동 창립자 놀런 부슈널은 잡스가 "훌륭하고 호기심이 많으며 공격적"이라고 언급했지만 곧 잡스도 함께 일하기가 매우 어려울 수 있으며 다른 직원을 공개적으로 조롱하고 그 과정에서 여러 적을 만들 수 있다는 것이 분명해졌다. 설상가상으로 그는 체취가 심했다. 잡스는 과일식을 고수했고 그것이 체취를 예방한다고 (잘못) 믿었기 때문에 정기적으로 샤워를 하거나 탈취제를 사용하지 않았다. 불만사항에 당황하지 않고 알콘은 잡스가 밤에만 일하도록 하여 문제를 해결했다.